# Гидрографическая экспедиция Байкальского озера

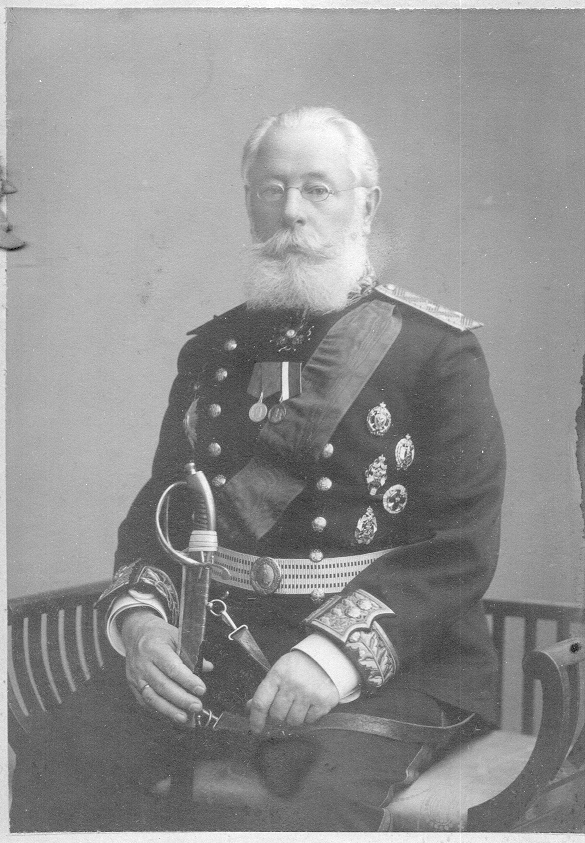
Ф. К. Дриженко — руководитель Гидрографической экспедиции Байкальского озера. Фото из личной коллекции Л. Г. Колотило

Гидрографическая экспедиция Байкальского озера (Экспедиция Дриженко) — научно-изыскательские работы Главного гидрографического управления ВМФ Российской империи, проведённые в 1896–1902 годах для исследования озера Байкал и смежных территорий. Бессменным руководителем экспедиции был Фёдор Кириллович Дриженко.

## Цели и проект экспедиции
Для обеспечения работы Байкальской железнодорожной переправы и судоходства должны были быть проведены гидрографические исследования озера Байкал, составлены морские навигационные карты, лоция, исследования льда, выбраны места для маяков и метеорологических станций. 
Проект гидрографических исследований составили в 1894 году Ф. К. Дриженко и Ю. М. Шокальский.

## Ход и результаты работ
В 1895 году была создана Гидрографическая экспедиция Байкальского озера под руководством полковника Ф. К. Дриженко, которая в 1896 году начала рекогносцировочные работы на озере Байкал. Работы проводились в летние сезоны 1897–1902 годов, причём в 1902 году исследовалась река Верхняя Ангара и волок от Верхней Ангары до Бодайбо. 
Результатом работы экспедиции стали морские навигационные карты и атлас озера Байкал, лоция озера Байкал с описанием физико-географических условий плавания, атлас Верхней Ангары, атлас волока до Бодайбо, были построены маяки и метеорологические станции.

## Труды экспедиции

### Публикации о работах
- Дриженко Ф. К. Рекогносцировка Байкальского озера в 1896 г. // Известия ИРГО, 1897. Т. 33.  С. 210–241.
- Дриженко Ф. К. Из отчёта по командировке на озеро Байкал в 1896 г. // Морской сборник   , 1897, № 6. С. 195–229.
- Дриженко Ф. К. Краткий отчет о работах гидрографической экспедиции Байкальского озера за 1898 г. // Морской сборник  , 1899, № 1. С. 167–179.
- Дриженко Ф. К.  Краткий отчет о работах гидрографической экспедиции Байкальского озера за 1899 г. // Морской сборник, 1900, № 7. С. 45–60.
- Дриженко Ф. К. Работы Гидрографической экспедиции  Байкальского озера в 1900г. // Морской сборник, 1901, № 1. С. 145–171.
- Дриженко Ф. К. Работы Гидрографической экспедиции Байкальского озера в 1901 г. //Морской сборник, 1902, № 4. С. 95–116.
- Дриженко Ф. К. Работы Гидрографической экспедиции Байкальского озера в 1902г. // Морской сборник, 1903, № 8. С. 73–84; №9. С. 59–80.

### Навигационные пособия
- Атлас озера Байкал. Составлен Гидрографической экспедицией под начальством полковника Дриженко. — Спб.: Издание Главного гидрографического управления, [1902].
- Атлас реки Верхней Ангары от Дагарского устья до Нирундукана. Составлен Гидрографической экспедицией Байкальского озера под начальством полковника Дриженко. — СПб.: Издание Главного гидрографического управления, [1902].
- Атлас волока от Бодайбо на Витиме до Нирундукана на Верхней Ангаре. Составлен Гидрографической экспедицией Байкальского озера под начальством полковника Дриженко. — Спб.: Издание Главного гидрографического управления, [1902].
- Лоция и физико-географический очерк озера Байкал / Под ред. Ф. К. Дриженко. — СПб: Издание Главного гидрографического управления, 1908. — 443 с.